# Eilema nigrifrons
Eilema nigrifrons är en fjärilsart som beskrevs av Moore 1872. Eilema nigrifrons ingår i släktet Eilema och familjen björnspinnare. Inga underarter finns listade i Catalogue of Life.